# Weogufka
Weogufka – jednostka osadnicza w Stanach Zjednoczonych, w stanie Alabama, w hrabstwie Coosa.